# Hólar
Hólar (egentligen Hólar í Hjaltadal) är en ort på norra Island, cirka 380 kilometer från huvudstaden Reykjavik, med 116 invånare (2021).
Byn grundades som ett stift år 1106 av biskopen Jón Ögmundsson och kom snart att bli ett av Islands två huvudcentrum för utbildning. Det andra var Skálholt på sydvästra Island. Under reformationen övergick Skálholt till protestantismen, medan Hólar förblev katolskt. Den religiösa konflikt som då uppstod, löstes brutalt 1550, då Hólars siste katolske biskop, Jón Arason, halshöggs i Skálholt tillsammans med sina söner.
Idag finns där en högskola, som sedan 2003 kallas Háskólinn á Hólum (Högskolan i Hólar). Innan dess hette skolan Búnaðarskólinn á Hólum (Lantbruksskolan i Hólar).

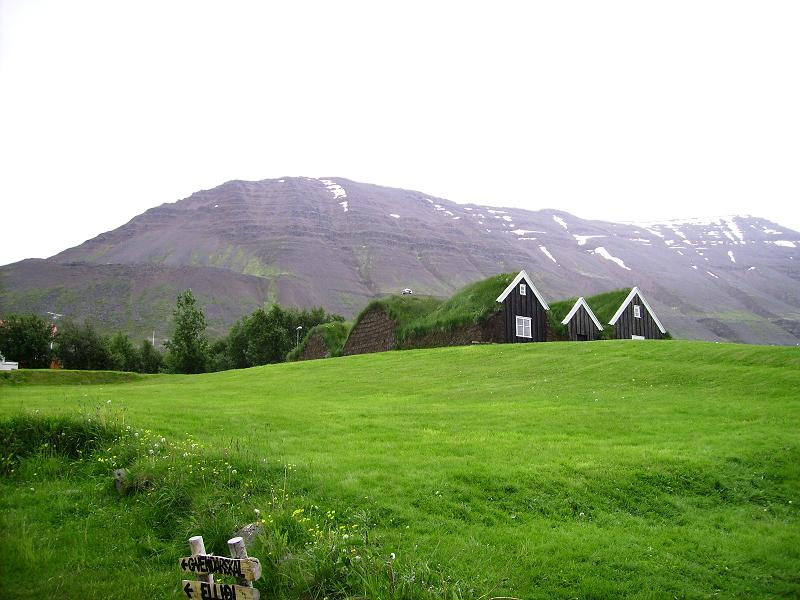
Hólar.